# الربوعة
مركز الربوعة أحد مراكز المملكة العربية السعودية، وتتبع إدارياً لمنطقة عسير جنوب المملكة تبعد الربوعة عن مدينة أبها ما يقارب 200 كم جنوباً ويقدر عدد سكانها بأكثر من 19,000 تسعة عشر ألف نسمة.ويوجد بها العديد من مؤسسات الدولة:( أمارة - بلدية - مجلس بلدي - محكمة عامة - كتابة عدل - مركز شرطة - مكتب زراعة - مركزصحي - مركز هيئة الأمر بالمعروف والنهي عن المنكر - مكتب بريد - مركز مكافحة نواقل المرض - مكتب خدمات الكهرباء - مركز دفاع مدني - مكتب خدمات مياه - مركز استخبارات عامة - مركز مباحث عامة - قيادة حرس حدود - مركز مجاهدين - مركز أفواج أمنية - جمعية البر الخيرية - مكتب الدعوة والإرشاد - لجنة التنمية الاجتماعية - جمعية رعاية الايتام - مجمع الإمام تركي بن عبد الله التعليمي للبنين - مجمع الإمام الشاطبي التعليمي للبنين - مدرسة ربعي بن عامر بنين - مجمع الربوعة التعليمي للبنات - مدرسة البنات الابتدائية الأولى بالربوعة - مدرسة البنات الابتدائية لتحفيظ القرآن الكريم بالربوعة - روضة أطفال الربوعة - رياض الأطفال الأهلية).

## الموقع
تقع الربوعة على الشريط الحدودي مع الجمهورية اليمينة. جنوب غرب محافظة ظهران الجنوب وتبعد عن مدينة أبها حوالي 200 كم، وعن محافظة سراة عبيدة حوالى 90 كيلو متر، وعن محافظة ظهران الجنوب بحوالي 50 كيلو متر، وعن محافظة الداير بني مالك بحوالي 80 كيلومتر.

## الجغرافيا
الربوعة أرض منبسطة على سفح جبل وتحيط بها الكثير من الجبال مثل جبل سهوه وجبل النعيراء وجبل الحجاج وجبل مصيدة وجبل نويب الشهير.

### المناخ
مناخها بصفة عامة معتدل صيفا وبارد شتاء والأمطار صيفية بشكل خاص شأنها كشأن المرتفعات الجنوبية الغربية من المملكة، وتكون غزيرة على المرتفعات العالية مثل ثهران وروق وملس وتتميز المنطقة بتقلبات شديدة في الطقس من لحظة إلى أخرى.